# Церковь Святого Фаддея (Вишнево)
Костёл Святого Фаддея (бел. Касцёл Святога Тадэвуша) — католический храм в агрогородке Вишнево, Гродненская область, Белоруссия. Относится к Сморгонскому деканату Гродненского диоцеза. Памятник архитектуры, построен в 1811—1820 годах в стиле классицизм. Включён в Государственный список историко-культурных ценностей Республики Беларусь.

## История

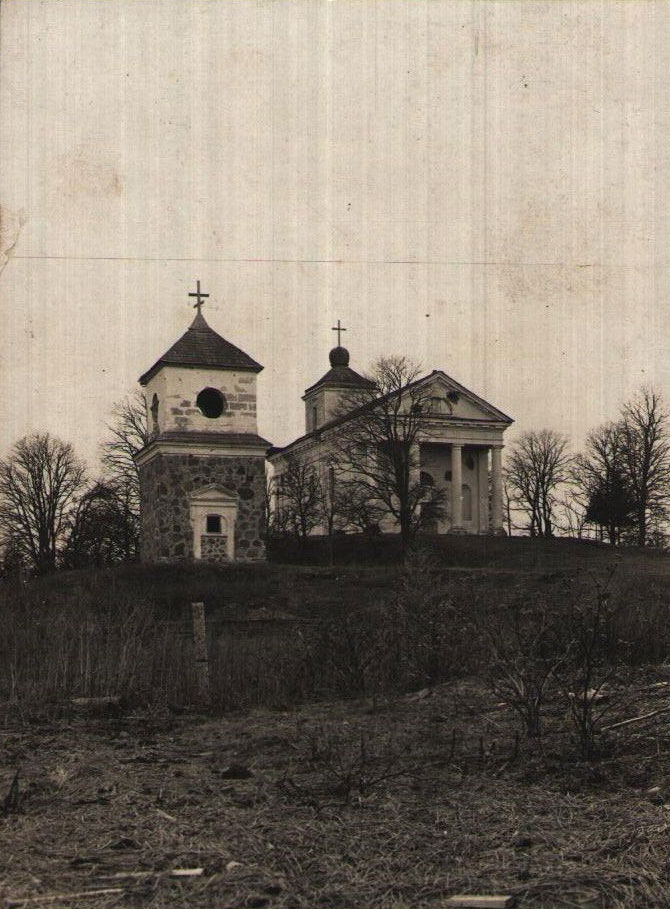
Костёл в 1916 году

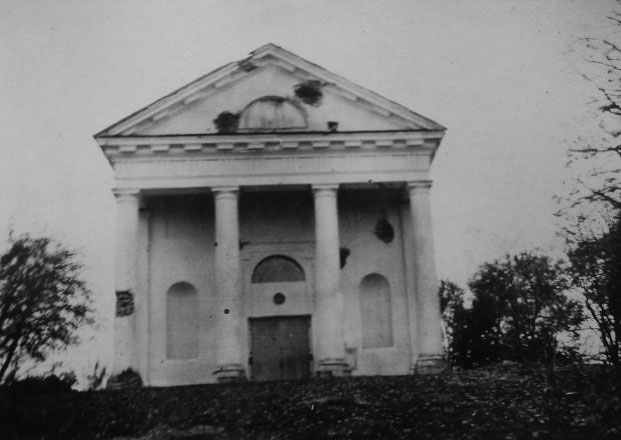
Главный фасад (фото 1920 г.)

Каменный католический храм в стиле классицизм был построен в 1820 году на средства тогдашних владельцев Вишнева Сулистровских. В 1863 году после подавления Польского восстания переделан в православную церковь. Тогда же над алтарной частью была достроена башня. В 1921—1939 годах Вишнево входило в состав межвоенной Польши, здание храма было возвращено католикам и отреставрировано в 1935 году.
После второй мировой войны костёл не закрывался и продолжал оставаться действующим.

## Архитектура
Церковь представляет собой прямоугольное в плане здание, накрытое двускатной черепичной крышей. Над квадратной в плане алтарной частью — надстроенная в 1866 году башня с шатровым покрытием. Главный фасад оформлен четырёхколонным портиком с треугольным фронтоном. На тимпане фронтона и над входом — полуциркульные оконные проемы.
Боковые стены расчленены от уровня пола глубокими нишами, в которых располагаются прямоугольные оконные проемы. Алтарная часть выше основной, отделена от основного объёма храма двумя полуколоннами дорического ордера. Алтарная часть освещается тремя прямоугольными оконными проемами в башне и одним полуциркульным над алтарём. С обеих сторон алтарной части располагаются небольшие ризницы. Винтовая лестница ведет на хоры, поддерживаемые четырьмя колоннами дорического ордера. По периметру зала проходит карнизный пояс.

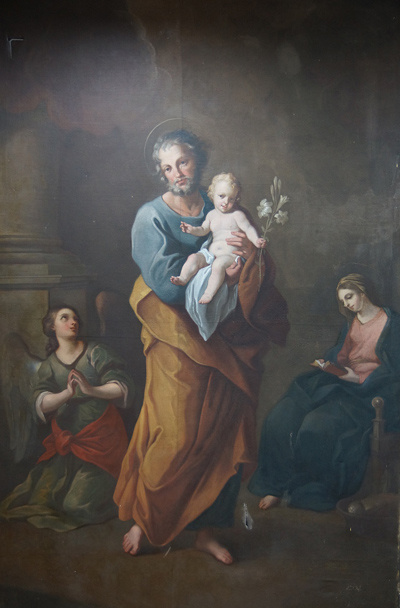
Я. Дамель. «Святой Иосиф с Младенцем Иисусом». Алтарный образ храма

В интерьере храма выделяется алтарный образ «Святой Иосиф с Младенцем Иисусом», написанный Яном Дамелем в 1811 году. В 2013 году образ был отреставрирован. Кроме этой иконы Дамель написал для вишневского костёла ещё и образ Святого Фаддея (Тадеуша), но он погиб в первую мировую войну.

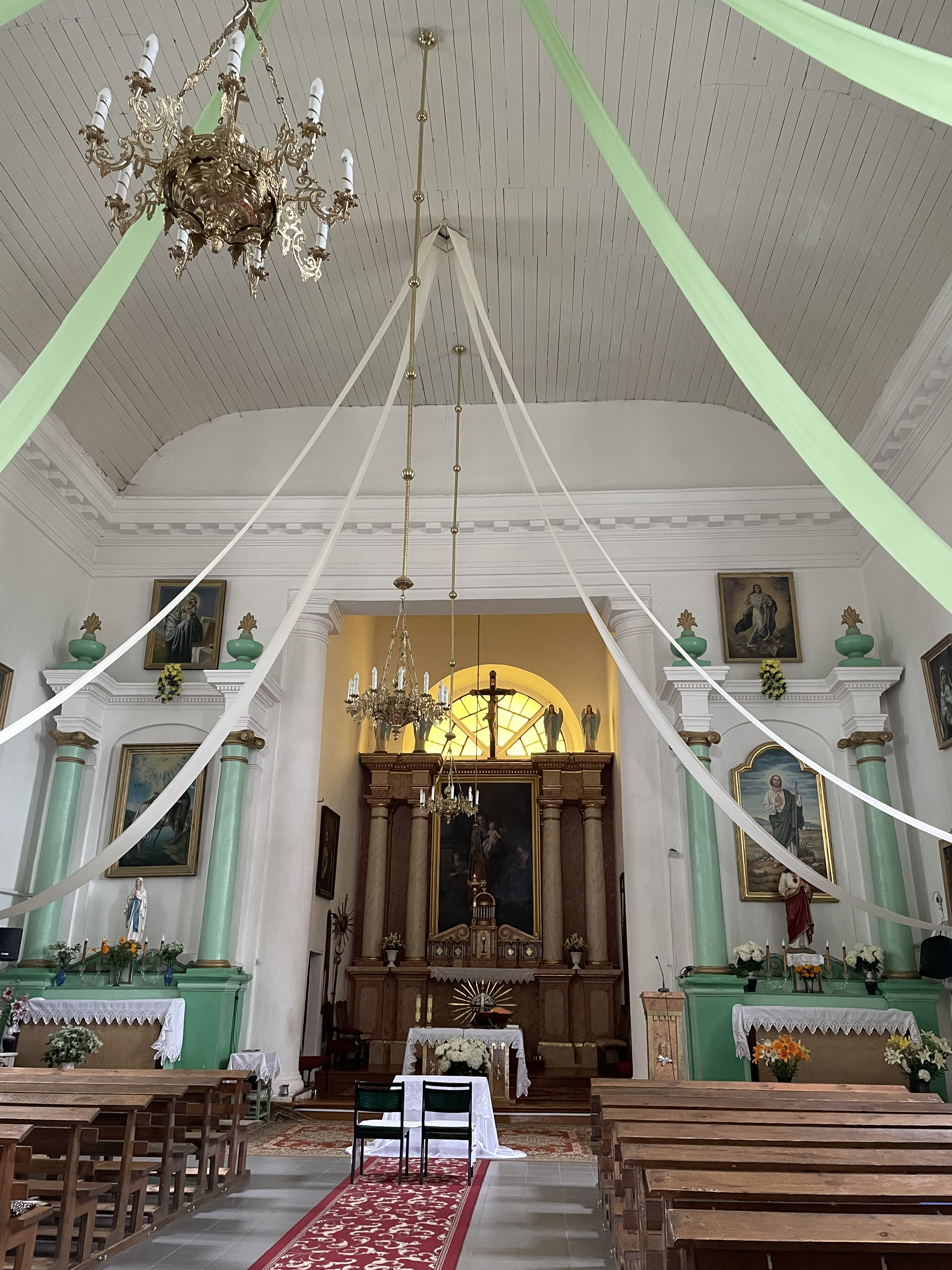
Интерьер Костёла с работой Я. Дамеля в алтарной части

На некотором расстоянии от храма расположена отдельная двухъярусная четвериковая башня-колокольня под шатровой крышей. Первый ярус выложен бутовым камнем.

## Литература

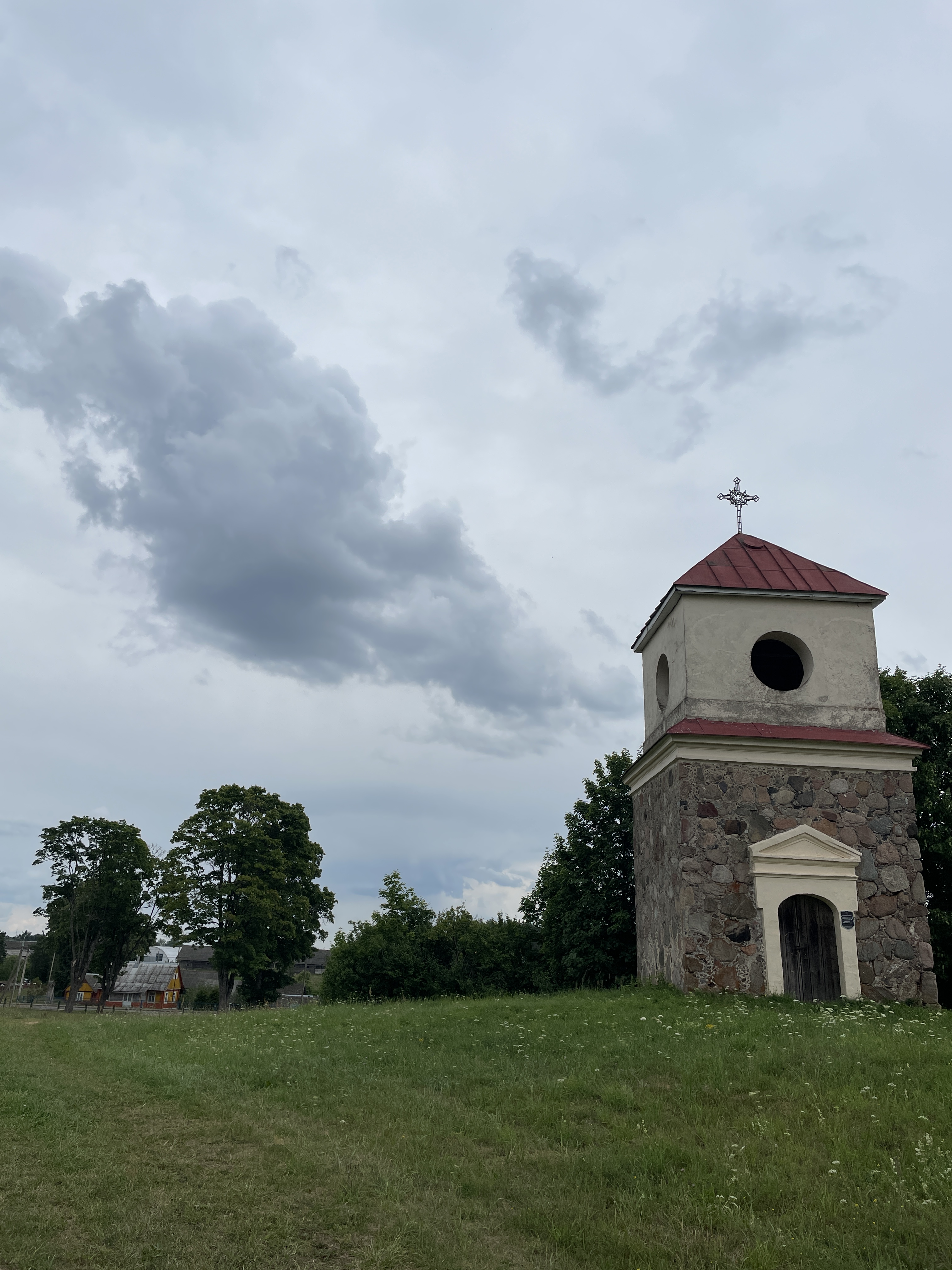
Колокольня в 2023 г.